# Pitcairnia fractifolia
Pitcairnia fractifolia är en gräsväxtart som beskrevs av Lyman Bradford Smith. Pitcairnia fractifolia ingår i släktet Pitcairnia och familjen Bromeliaceae. Inga underarter finns listade i Catalogue of Life.